# Heřman V. Bádenský
Heřman V. Bádenský (asi 1180 – 16. ledna 1243) byl markrabě bádenský a veronský.

## Život
Narodil se asi roku 1180 jako syn Heřmana IV. Bádenského a Berty z Tübingenu.
Roku 1217 se oženil s hraběnkou Irmengardou Brunšvickou.
V Německém trůnním sporu byl Heřman na straně krále Filipa a v letech 1208–1211 na straně císaře Oty IV. Brunšvického. Byl také oddaným stoupencem císaře Fridricha II. Štaufského.
Byl zakladatel několika měst jako byla např. Backnang, Pforzheim či Stuttgart.
Podporoval mnoho klášterů jako např. Maulbronn, Tennenbach, Herrenalb nebo Salem.
Se svou manželkou měl čtyři děti:
- Heřman VI. Bádenský (1225–1250)
- Rudolf I. Bádenský (1230–1288)
- Mechtilda (úmrtí 1258), sňatek s Oldřichem I. Württemberským
- Alžběta, sňatek s hrabětem Eberhardem z Ebersteinu a poté s Ludvíkem II. Lichtenberským

Zemřel 16. ledna 1243. Pohřben byl v klášteře v Backnangu, ale poté byly pozůstatky přeneseny do kláštera v Lichtenthalu.